# Buon Vecchio Charlie
Buon vecchio Charlie foi um grupo italiano de Rock Progressivo.

## História
Formados em Roma, foram inicialmente constituídos por Luigi Calabrò (voz e guitarra), Sandro Centofanti (teclados), Walter Bernardi (baixo), Rino Sangiorgio (bateria) e Carlo Visca (percussão). Em um segundo momento adentrou à formação o cantor e segundo guitarrista Richard Benson. Foram substituídos Benardi e Visca pelo baixista Paolo Damiani e pelo flautista e saxofonista Sandro Cesaroni.

## O álbum
Em 1971, o grupo registrou aquele que seria o primeiro e único álbum, cujo título é o mesmo da banda. O disco foi criado pela pequena etiqueta discográfica veneziana Suono.

## O desaparecimento
O grupo desaparece em 1972 e quase todos os componentes continuaram suas carreiras. Em abril de 1976, Richard Benson foi votado o melhor guitarrista de rock italiano pelos leitores da revista Chitarre e no curso da sua carreira publicou alguns álbuns solo e em colaborações com outros artistas. Sandro Centofani continuou a carreira ao tocar no grupo fusion Libra. Colaborou, além disso, como pianista e tecladista e, raramente, percussionista, com alguns famosos cantores da cena pop italiana como Luca Barbarossa, Francesco De Gregori, Lucio Dalla, Antonello Venditti, Roberto Vecchioni, Mario Castelnuovo e Claudio Baglioni. O resto dos músicos, ou seja, Luigi Calabrò, Rino Sangiorgio e Paolo Damiani, prosseguiram na carreira formando um grupo de música experimental de nome Bauhaus, vencedor do primeiro prêmio no Festival de Villa Pamphili de 1974.
Também o Bauhaus criou um álbum, publicado somente em 2003 intitulado Stairway to Escher.

## A publicação
O Buon Vecchio Charlie permaneceu esquecido por quase vinte anos até que, em 1990, a etiqueta discográfica Melos, interessada no disco, decidiu publicá-lo em CD. Em 1999, a Akarma Records republicou o mesmo álbum em LP e em CD com adição de nove faixas.
O disco foi distribuído também no Japão..

## Formação
- Richard Benson - voz e segunda guitarra
- Luigi Calabrò - guitarra e voz
- Sandro Centofanti - teclados
- Rino Sangiorgio - bateria
- Paolo Damiani - baixo
- Sandro Cesaroni - saxofone e flauta

## Discografia

### Álbum
- 1971- Buon vecchio Charlie (album)|Buon vecchio Charlie - (reeditado em 1999 em CD e LP pela Akarma Records, AK 1011)
- 2003 - Stairway to Escher - (Akarma Records, AK 1043; álbum publicado como Bauhaus)

1. ↑  http://www.italianprog.com/it/a_bvcharlie.htm